# 走西口 (歌曲)
走西口是流传在山西省、陕西省二省的北部、内蒙古自治区中西部，以及宁夏、甘肃部分地区汉族百姓间的民歌，在不同的地域有不同的曲调和歌词。此歌曲多描述旧时百姓背井离乡谋求生路的同名故事，词曲悲凉哀婉。

## 改編器樂曲
有不少器樂曲改編自民歌走西口，例如由李鎮、南維德、魏家稔創作的走西口中國笛協奏曲。

## 歌词
| 哥哥你走西口 小妹妹实难留 有几句痴心的话 哥哥你记心头 走路你走大路 不要走小路 大路上的人儿多 拉话话解忧愁 哥哥你走西口 小妹妹送你走 手拉着哥哥的手 妹妹我泪长流 走路你走大路 不要走小路 大路上的人儿多 拉话话解忧愁 哥哥你走西口 小妹妹送你走 手拉着哥哥的手 妹妹我泪长流 手拉着哥哥的手 妹妹我泪长流 | 哥哥你走西口 小妹妹我实在难留 手拉着哥哥的手 送哥送到大门口 哥哥你出村口 小妹妹我有句话儿留 走路走那大路口 人马多来解忧愁 哥哥你走西口 小妹妹我实在难留 手拉着哥哥的手 送哥送到大门口 紧紧地拉着哥哥的袖 汪汪的泪水肚里流 只恨妹妹我不能跟你一起走 只盼你哥哥早回家门口 哥哥你走西口 小妹妹我苦在心头 这一走要去多少时候 盼你也要盼白了头 紧紧地拉着哥哥的袖 汪汪的泪水肚里流 虽有千言万语难叫你回头 只盼你哥哥早回家门口 |